# Ржевский, Владимир Матвеевич
Владимир Матвеевич Ржевский (ум. 1831) — тайный советник, новгородский гражданский губернатор, представитель рода Ржевских, внук Наума Сенявина.

## Биография
Младший брат генерал-поручиков Степана и Павла Матвеевичей и генерал-майора Ивана Матвеевича, родился в 1740-х годах. В 1761 году поступил в Морской кадетский корпус кадетом. 1 мая 1767 года произведён был в гардемарины и ежегодно плавал в Балтийском море.
25 июня 1770 года произведён был в мичманы и на корабле «Всеволод», в эскадре контр-адмирала Арфа, перешёл из Кронштадта в Архипелаг, где и крейсировал в 1771—1774 годах, причём 24 ноября 1773 году получил чин лейтенанта.
В 1775 году Ржевский командовал фрегатом «Констанция» на рейде в Ливорно, 15 февраля 1776 года определён был адъютантом к своему дяде, вице-адмиралу А. Н. Сенявину, и, командуя тем же фрегатом в отряде капитана Козлянинова, плавал к Дарданеллам. В 1777 году из Ливорно он ходил в Мессину, к Танжеру, а в 1779 году вернулся со своим фрегатом в Кронштадт.
1 января 1782 года произведённый в капитаны 2-го ранга. В 1783 году был в Архангельске, а 1 января 1784 года уволен был от службы с чином капитана 1-го ранга.
Проживая затем в своих имениях в Орловской губернии, он 18 января 1790 года назначен был председателем Орловского верхнего земского суда 1-го департамента. В 1797 году был статским советником и председателем Орловской палаты суда и расправы.
30 января 1797 года был назначен Минским вице-губернатором, 9 августа 1799 года произведён был в действительные статские советники и 23 декабря того же года назначен Новгородским гражданским губернатором.
28 октября 1800 года был уволен, по прошению, от службы, с производством в тайные советники и с пенсией полного жалованья. Проживая, после выхода в отставку из флота, в Орле, Ржевский состоял в масонской ложе под управлением Орловского вице-губернатора З. Я. Карнеева.
В 1812 году, незадолго до вступления в Москву французов, Ржевский отделал деревянный дом в Арбатской части, затем уехал в Мценское своё имение, откуда в феврале 1813 года просил Московскую управу благочиния о возмещении ему убытков, понесенных от сожжения и разграбления его дома.
Время смерти Ржевского неизвестно.

## Семья
Его сын Константин (родился в 1783 году) будучи в чине майора был убит 21 января 1831 года во время Польского восстания; внук, Владимир Константинович, проживая в Мценском имении, был знаком с И. С. Тургеневым.